# Cheiracanthium turanicum
Cheiracanthium turanicum là một loài nhện trong họ Miturgidae.
Loài này thuộc chi Cheiracanthium. Cheiracanthium turanicum được miêu tả năm 1875 bởi Kroneberg.